# زهر الآداب وثمر الألباب
زهر الآداب وثمر الألباب كتاب أدبي جمعه أبو إسحاق إبراهيم بن علي الحصري القيرواني (ت413هـ، 1061م) أديب من أدباء القيروان مؤلف وناثر بليغ. وهو معاصر الشاعر المشهور أبي الحسن الحُصْري القيرواني وبينهما قرابة. والحصري، أبو الحسن هو صاحب القصيدة المشهورة ياليل الصّبّ.
وزهر الآداب كتاب أدبي محض لم يتناول فيه المؤلّف شيءًا من النحو والتّصريف واللّغة، بل قصره على فنون القول من شعر ونثر وما يتَّصل بذلك من ضروب البلاغة وجمال الصِّياغة وإصابة التشبيه وحُسن الإنشاء وجودة الخطابة.
والكتاب قائم على الجمع والرّواية، لم يُعنَ صاحبه بتمحيص الأخبار والأشعار ومناقشتها والتعليق عليها. كما أن الكتاب لم يمش على نهج معيّن أو أسلوب مدروس، وإنما هو مجموعة نصوص وأخبار جمعها الحصري في أزمان متباعدة ثم ألف بينها دون ترتيب معين. فهو يتحدث، مثلاً، عن الزبرقان بن بدر ثم علية بنت المهدي ثم عن الرسول ³ وبعض أقواله في الشعر والبيان وغير ذلك، ثم يعود للحديث عن زهير بن أبي سلمى وشعره، هكذا دون ترتيب أو تبويب، وهذا ماجعل بعض القدماء يصف هذا الكتاب بأنه مؤلَّف جمع كل غريبة.
والغالب على موضوعات الكتاب الجدُّ، فهو محصور في دائرة الخُلق والدين بعيدًا عن العبث والمجون؛ لأن فيه أخبار الرسول ³ والصحابة والتابعين وأقوالهم. فكأن المؤلِّف أراد تنزيه الكتاب عمّا يشين لما كان مشتملاً على أخبار السَّلف الصَّالح. والذي يؤكد ذلك أن الحصريّ نفسه صنّف كتابًا آخر سمّاه جمع الجواهر في المُلَح والنوادر. ويُعرف باسم ذيل زهر الأداب، فلعلّه ألحق فيه من الأخبار ما تحاشى ذكره في الكتاب الأول، وهو منهج مقبول.
وقد أبان المصنّف عن منهجه في مقدمة الكتاب فقال: «هذا كتاب اخترت فيه قطعة كافية من البلاغات في الشعر والخبر والفصول والفقر مما حسن لفظه ومعناه… وليس لي في تأليفه من الافتخار أكثر من حسن الاختيار. واختيار المرء قطعة من عقله».
وقد عُني أبو إسحاق الحصري بموضوع الوصف عناية خاصة، فأكثر من إيراد النصوص في وصف الليل والبلاغة والماء والرعد والبرق وغيرها. وغلب السجع على أسلوب الكتاب وهو أسلوب ذلك العصر. طبع الكتاب طبعات عديدة مشروحة ومضبوطة ومفهرسة.